# Ralf Hänsel
Ralf Hänsel (* 1970) ist ein deutscher Politiker (CDU, zuvor parteilos). Er ist Landrat des sächsischen Landkreises Meißen.

## Leben
Hänsel legte 1989 das Abitur ab. Nach dem Studienabschluss als Diplom-Verwaltungswirt (FH) an der Hochschule Meißen war er im Controlling sowie im Projekt- und Qualitätsmanagement in privatwirtschaftlichen Unternehmen tätig. Später wechselte er ins Landratsamt Meißen, war dort Sachbearbeiter in der Unteren Immissionsschutzbehörde, dann Sachgebietsleiter der Immissions-/Naturschutzbehörde, später Leiter des Jugend- und Sozialamtes sowie Leiter des Kreisentwicklungsamtes.
Auf Vorschlag des CDU-Ortsverbandes Zeithain trat der parteilose Hänsel im September 2012 zur Zeithainer Bürgermeisterwahl an. Unter den drei Kandidaten konnte er sich im ersten Wahlgang mit 40,8 % der gültigen Stimmen am besten positionieren, verfehlte jedoch die absolute Mehrheit. Im zweiten Wahlgang, bei dem die relative Mehrheit ausreichte, konnte er sich auf 48,9 % der gültigen Stimmen verbessern und wurde somit auf sieben Jahre zum Bürgermeister gewählt. Bei der Bürgermeisterwahl im Juni 2019 trat er als einziger Bewerber an und erhielt 96,6 % der Stimmen (bei einer Wahlbeteiligung von 35 %).
Hänsel saß seit 2014 für die CDU im Kreisrat des Landkreises Meißen und war dort seit 2019 stellvertretender Vorsitzender der CDU-Fraktion.
Im November 2019 wurde bekannt, dass der bisherige Landrat des Landkreises Meißen, Arndt Steinbach, zum 1. Dezember 2020 Geschäftsführer des Kommunalen Schadenausgleichs (KSA) für die neuen Länder wird. Steinbach schied am 31. August 2020 aus dem Amt des Landrats. In der vorgezogenen Landratswahl am 11. Oktober 2020 konnte Ralf Hänsel als Kandidat der CDU sich im ersten Wahlgang mit 51,5 % gegen zwei weitere Kandidaten durchsetzen. Nach der Bundestagswahl 2021 trat der bislang parteilose Hänsel angesichts des schlechten Abschneidens der CDU – im Bundestagswahlkreis Meißen verlor die CDU das Direktmandat an die AfD – in die CDU ein, da er „ein Zeichen setzen“ möchte, weil er „von den politischen Zielen der Partei überzeugt“ sei.
Ralf Hänsel lebt bei Meißen in der Gemeinde Niederau im Ortsteil Ockrilla. Er ist verheiratet und hat vier Töchter.